# Envoltura retráctil

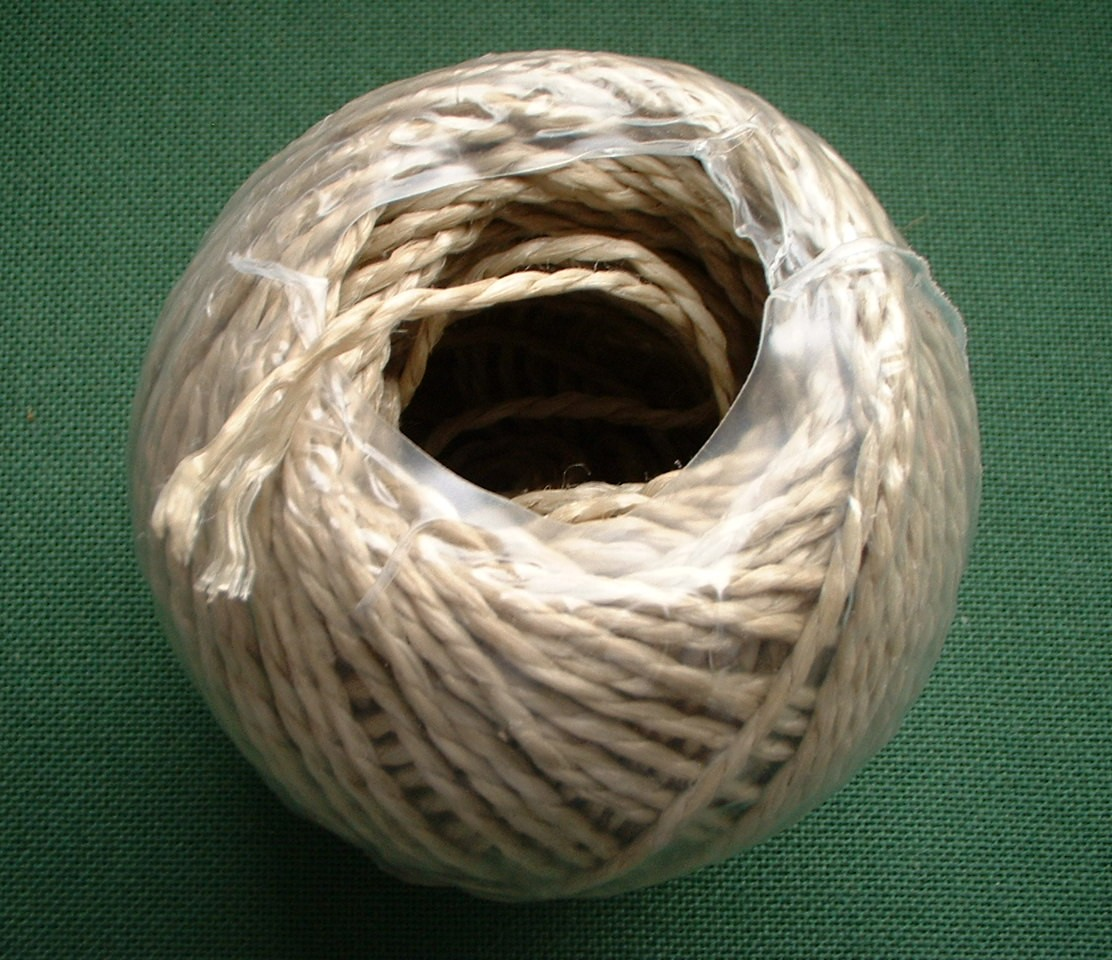
Ovillo de hilo envuelto en plástico

La envoltura retráctil, también conocida como película retráctil, es un material compuesto por una película plástica de polímero. Cuando se aplica calor, se contrae firmemente sobre aquello que está recubriendo. El calor se puede aplicar con una pistola de calor manual (eléctrica o de gas), o el producto y la película pueden pasar a través de un túnel de calor en una cinta transportadora.

## Composición
La envoltura retráctil más utilizada es la de poliolefina. Está disponible en diversos espesores, grados de transparencia, resistencia y relaciones de contracción. Las dos películas primarias pueden estar reticuladas o no reticuladas. Existen otras películas retráctiles a base de PVC, polietileno, polipropileno y varias otras composiciones.
Están disponibles láminas y extrusiones poliméricas con propiedades mecánicas y de barrera específicas para envolver alimentos con película retráctil. Por ejemplo, un revestimiento de cinco capas puede estar configurado como EP/EVA/copoliéster/EVA/EP, donde EP es etileno-propileno y EVA es copolímero de etileno-acetato de vinilo.
Durante mucho tiempo, el PVC ha sido la envoltura retráctil más utilizada, debido a su peso ligero y su economía. Es duradero y se puede utilizar para muchos propósitos diferentes. Sin embargo, debe usarse en un área bien ventilada, ya que puede desprender un olor fuerte y nocivo. Ha sido prohibido en muchos países debido a los productos tóxicos creados por su descomposición, y posee algunas cualidades negativas que incluyen que no es bueno para hacer paquetes, deja residuos y tiene una fuerza de retracción baja. 
La envoltura retráctil de poliolefina o POF es un recubrimiento de primera calidad, ya que es extremadamente duradera y versátil. Es resistente a las perforaciones y tiene una considerable fuerza de sellado, lo que permite su uso para artículos de forma irregular. Está disponible en espesores de 35, 45, 60, 75 y 100 miles (milésimas de pulgada). Está hecha de materiales 100% reciclables y está aprobada por la FDA. Tiene una gran claridad y una apariencia brillante, siendo su vistoso aspecto un elemento fundamental en muchas aplicaciones comerciales. La POF es ideal para agrupar varios elementos y tiene la capacidad de encogerse completa y rápidamente.
El PE, una poliolefina, se utiliza en varias formas de envases protectores flexibles. Hay tres formas diferentes en las que se puede usar: polietileno de baja densidad (LDPE), polietileno lineal de baja densidad (LLDPE) y polietileno de alta densidad (HDPE). Para la envoltura retráctil, el LDPE sería la mejor opción, ya que tiene una mayor resistencia y más durabilidad para los artículos más pesados. Estas envolturas también pueden tener imágenes gráficas impresas y el LDPE proporciona la mejor calidad. Los espesores de las láminas de PE pueden llegar hasta 1200, lo que permite una gran variedad de grosores. La desventaja del PE es que no tiene una gran tasa de encogimiento y tiene menor transparencia que otras envolturas.

## Fabricación

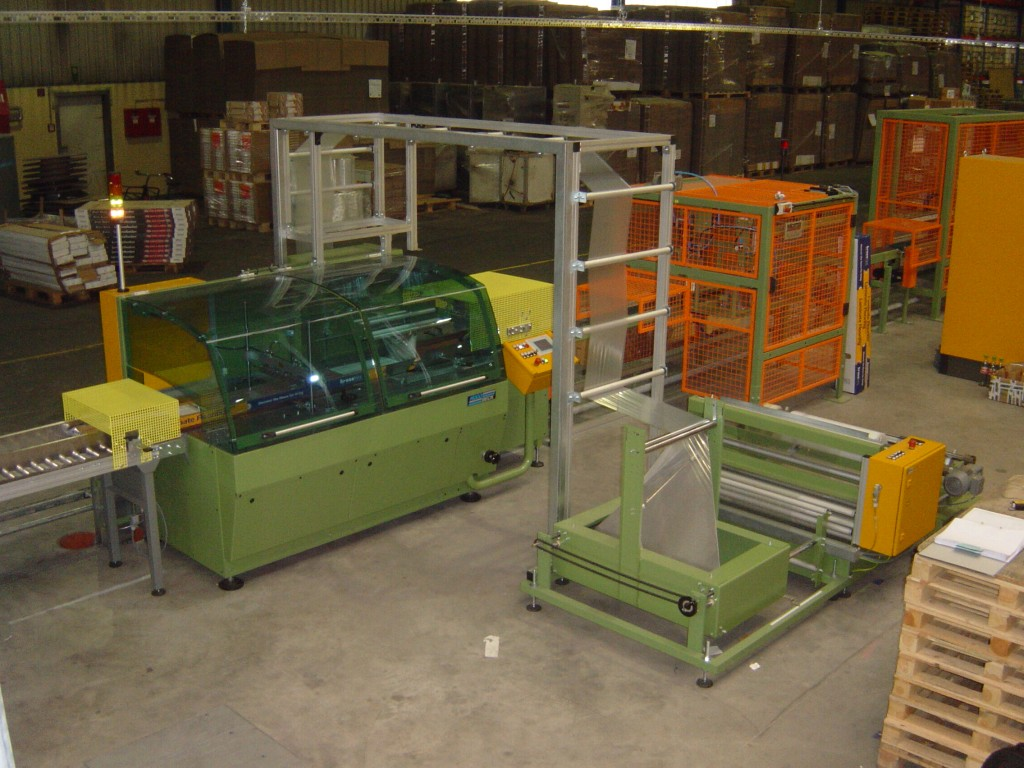
Una máquina diseñada para envolver de forma continua hasta 35 paquetes por minuto

Se puede hacer que una película retráctil se contraiga en una dirección (unidireccional o monodireccional) o en ambas direcciones (bidireccional).
Las películas se estiran cuando están calientes para orientar las moléculas de su patrón aleatorio inicial. El enfriamiento de la película establece sus características hasta que se vuelve a calentar: esto hace que se contraiga hacia sus dimensiones iniciales.
Antes de la orientación, las moléculas de una lámina o tubo se entrelazan aleatoriamente, como un cuenco de espaguetis. Las moléculas están enrolladas y retorcidas y no tienen un alineamiento particular. Sin embargo, cuando se impone una fuerza de tracción, las regiones amorfas de las cadenas se enderezan y alinean en la dirección de orientación. Al aplicar un enfriamiento adecuado, las moléculas se congelarán en este estado hasta que se aplique suficiente energía térmica para permitir que las cadenas se contraigan. Se puede visualizar este fenómeno estirando una banda de goma y sumergiéndola en nitrógeno líquido para congelarla en el estado estirado. La banda permanecerá en este estado siempre que se mantenga a temperaturas suficientemente frías. Sin embargo, cuando se aplica suficiente energía térmica, la banda de goma se encogerá a su estado relajado original.
La orientación a escala comercial se puede lograr utilizando cualquiera de dos procesos: un proceso de tenterframe o un proceso de burbuja. La tecnología Tenterframe se utiliza para producir una variedad de productos "termoendurecidos", siendo el polipropileno biaxialmente orientado (BOPP) el más común (el termoendurecido es un proceso mediante el cual una película se recalienta en un estado restringido de modo que las propiedades de retracción se pierden).
El segundo proceso comercial es el proceso de burbujas, a veces denominado proceso tubular. En este proceso, se produce un tubo primario soplando o fundiendo el tubo sobre un mandril externo o interno, respectivamente. Es común usar agua para ayudar a enfriar el tubo primario en este punto. Una vez que el tubo principal se ha enfriado, se vuelve a calentar y se infla en una segunda burbuja utilizando aire de forma muy similar a como se sopla un globo. Tras el inflado, el tubo se orienta en ambas direcciones simultáneamente.
La familia de películas retráctiles se ha ampliado a lo largo de los años y en la actualidad se venden muchas construcciones multicapa. Las propiedades de la película retráctil incluyen encogimiento, sellabilidad, óptica, tenacidad y deslizamiento. Con respecto a las propiedades de contracción, se definen la temperatura de inicio, contracción libre, fuerza de contracción, rango de temperatura de contracción, memoria y apariencia general del paquete.

## Usos

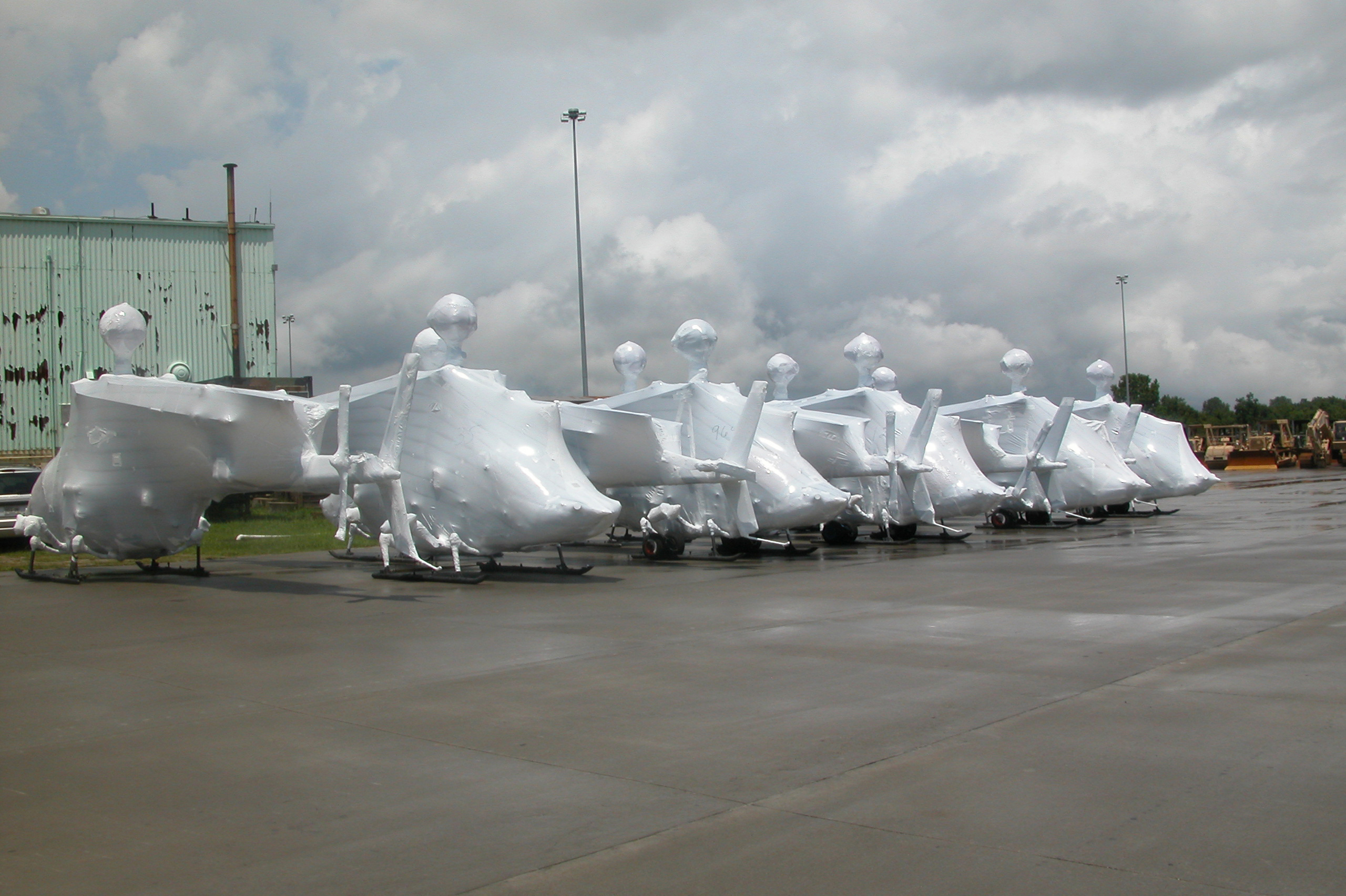
Helicópteros recubiertos con material retráctil para su transporte

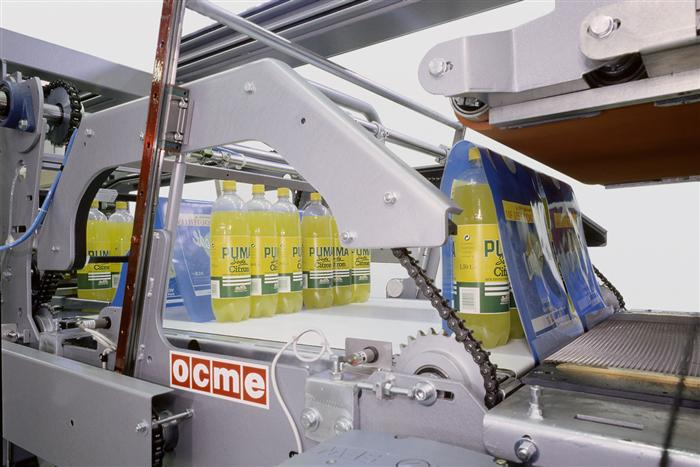
Envoltura de película retráctil que se aplica en una línea de envasado de refrescos

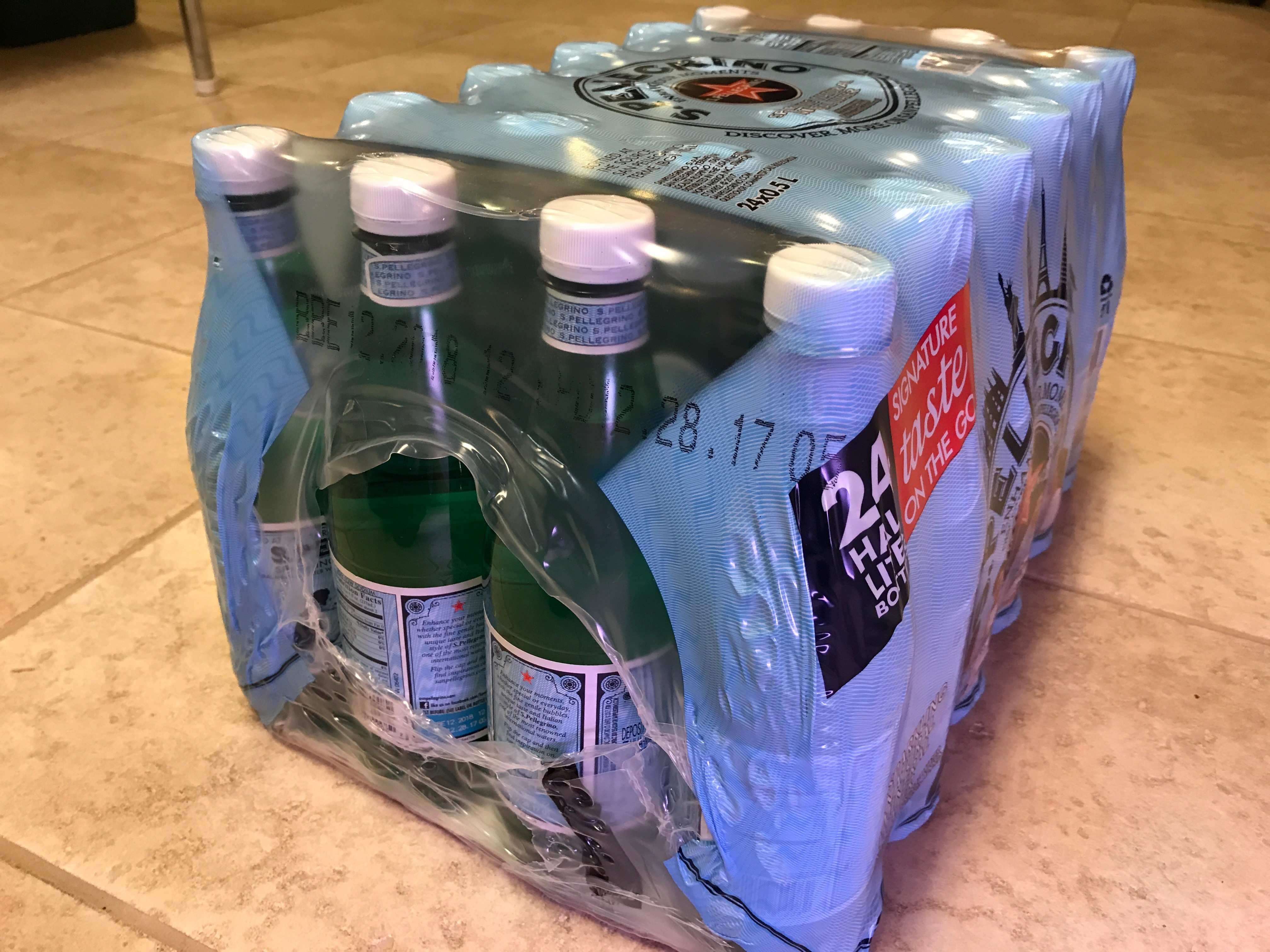
Envase retráctil de botellas con extremos (ojos de buey) como asas

La envoltura retráctil se aplica sobre o alrededor de un artículo, a menudo mediante un equipo automatizado. Luego se calienta con una pistola de calor o se envía a través de un túnel de encogimiento o un horno para encoger la película.
La lámina de recubrimiento se puede suministrar en varias formas. El material en rollo plano se puede envolver alrededor de un producto, a menudo uniéndolo con termosellado. La película plegada en el centro se suministra en un rollo con el plástico predoblado por la mitad. El producto se coloca en la parte central, los tres bordes restantes se sellan para formar una bolsa y luego el paquete se calienta, lo que hace que la bolsa se encoja y se ajuste al producto. Las bolsas retráctiles de plástico preformadas tienen un extremo abierto, el producto se coloca en la bolsa, se sella y se envía para que se encoja por calor.
La envoltura retráctil se puede utilizar para envolver edificios. Permite impermeabilizar techos después de huracanes, terremotos, tornados y otros desastres. La envoltura retráctil sirve como barrera de contención ambiental, con el fin de facilitar la eliminación segura de asbesto, plomo y otros materiales peligrosos o nocivos.
La envoltura retráctil se usa a veces para envolver libros, especialmente aquellos para adultos y cómics y manga premium, principalmente para preservar su perfecto estado, ya que si se manosean podría hacerse imposible su venta.
Algunas verduras frescas como los pepinos se pueden envolver individualmente para prolongar su conservación.
El "software" en soportes como CD o DVD a menudo se vende en cajas empaquetadas en plástico retráctil. Las licencias de dicho "software" normalmente se colocan dentro de las cajas, por lo que es imposible leerlas antes de comprarlas. Esto ha planteado dudas sobre la validez de tales licencias en el interior de una envoltura retráctil.
El material retráctil se usa comúnmente como envoltura en muchos tipos de envases, incluidos cartones, cajas, latas de bebidas y palés de carga. El acolchado de espuma se puede sujetar de forma segura con una película retráctil, eliminando el uso de una caja de cartón ondulado tradicional. También es posible envolver una gran variedad de productos para estabilizarlos, unificarlos, mantenerlos limpios o agregar resistencia a la manipulación. Puede ser el recubrimiento principal de algunos alimentos como queso, carnes, verduras y todo tipo de vegetales. Los tubos termorretráctiles se utilizan para sellar el cableado eléctrico.
Las bandas retráctiles se aplican sobre productos empaquetados para evitar su alteración, o como banda a prueba de manipulaciones.
También permiten combinar dos paquetes o más en un paquete múltiple.
La envoltura retráctil además se usa comúnmente en aplicaciones industriales que requieren emplear películas retráctiles de mayor espesor. Los principios siguen siendo los mismos, incluyendo un proceso de encogimiento por calor utilizando una pistola de calor manual. Las siguientes aplicaciones de envoltura retráctil se utilizan y aceptan cada vez más:
- Envoltura retráctil industrial para contener equipos/componentes de grandes plantas de producción
- Envoltura de andamios de contención de edificios / puentes
- Construcción de estructuras de envoltura retráctil temporales para almacenamiento u otros usos operativos comerciales
- Recubrimiento marino de embarcaciones y otros vehículos
- Envoltorio retráctil de mercancías paletizadas[3]
- Proyectos de contingencia y socorro ante desastres, como edificios o techos dañados

## Lecturas relacionadas
- Soroka, W, "Fundamentals of Packaging Technology", IoPP, 2002, ISBN 1-930268-25-4
- Yam, K. L., "Encyclopedia of Packaging Technology", John Wiley & Sons, 2009, ISBN 978-0-470-08704-6

## Normas ASTM
- Método de prueba estándar D882 para las propiedades de tracción de láminas de plástico delgadas
- Terminología estándar D883 relacionada con plásticos
- D1204 Método de prueba estándar para cambios dimensionales lineales de láminas o películas termoplásticas no rígidas a temperatura elevada
- Método de prueba estándar D1894 para coeficientes estáticos y cinéticos de fricción de películas y láminas de plástico
- D1922 Método de prueba estándar para resistencia al desgarro por propagación de películas plásticas y láminas delgadas por método de péndulo
- D2732 Método de prueba estándar para la contracción térmica lineal sin restricciones de películas y láminas de plástico
- D2838 Método de prueba estándar para tensión de contracción y tensión de liberación de orientación de película plástica y láminas delgadas